# Friedrich von Greis

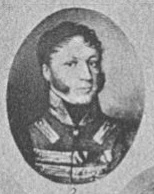
Friedrich von Greis

Friedrich Carl Greis, seit 1814 Ritter von Greis (* 27. Mai 1779 in Kitzingen; † 6. Februar 1847 in Würzburg) war ein bayerischer Generalmajor.

## Biografie
Friedrich Greis stammte aus Franken. Er trat in die Bayerische Armee ein, machte die Koalitionskriege mit und wurde mit dem Ritterkreuz der Ehrenlegion ausgezeichnet. Danach kämpfte er in den Befreiungskriegen und erhielt für seine Tapferkeit in der Schlacht von Bar-sur-Aube, am 27. Februar 1814, das Ritterkreuz des Militär-Max-Joseph-Ordens. Damit verbunden war die Erhebung in den persönlichen, nicht vererbbaren Adelsstand und er durfte sich nach Eintragung in die Adelsmatrikel „Ritter von Greis“ nennen. Überdies erhielt er das Ritterkreuz I. Klasse des Sankt-Stanislaus-Ordens, den Orden der Heiligen Anna II. Klasse, das Militärdenkzeichen für 1813/1815 und 1835 den Ludwigsorden.
Als Oberst war Greis von 1824 bis 1836 Kommandeur des Infanterie-Leib-Regiments. Danach avancierte er zum Generalmajor und Kommandeur der 1. Infanterie-Brigade im Verband der 4. Armee-Division.

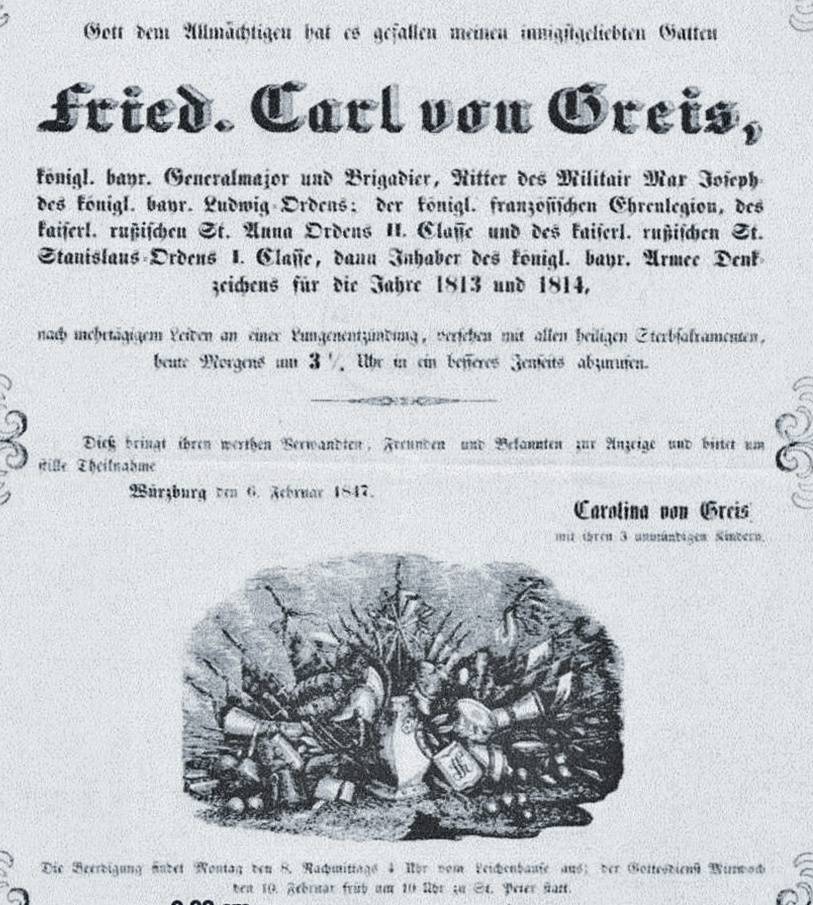
Friedrich von Greis, Todesanzeige, 1847

Ritter von Greis war seit 1829 verheiratet mit Carolina zur Westen, mit der er drei Kinder hatte. Er starb 1847, nach Empfang der katholischen Sterbesakramente, in Würzburg, an Lungenentzündung.  Seine Witwe Carolina von Greis verstarb 1849 in München.